# Știubei (okręg Buzău)
Știubei – wieś w Rumunii, w okręgu Buzău, w gminie Râmnicelu. W 2011 roku liczyła 644 mieszkańców.